# アウトバーン 12
アウトバーン 12（ドイツ語: Bundesautobahn 12, BAB 12 または A 12）、別称自由のアウトバーン（Autobahn der Freiheit）はドイツの高速道路、アウトバーンの一路線である。

## 概要
西のベルリン付近から東のポーランド国境、フランクフルト (オーダー)付近まで58kmの路線を持つ地方道路である。ベルリンとワルシャワを結ぶ国際道路のドイツ側区間である。
ベルリン付近おシュプレーアウJCTでA10（ベルリン環状道路）から分岐する。ブランデンブルク州東部を横断し、フランクフルト付近で国境になっているオーダー川を横断して、ポーランドのA2として続く。
ポーランド側区間とともにベルリンとワルシャワを結び、ポーランド人民共和国とドイツ民主共和国の1党独裁体制崩壊25周年を記念するため、2014年から「自由のアウトバーン」と公式に呼ばれている。

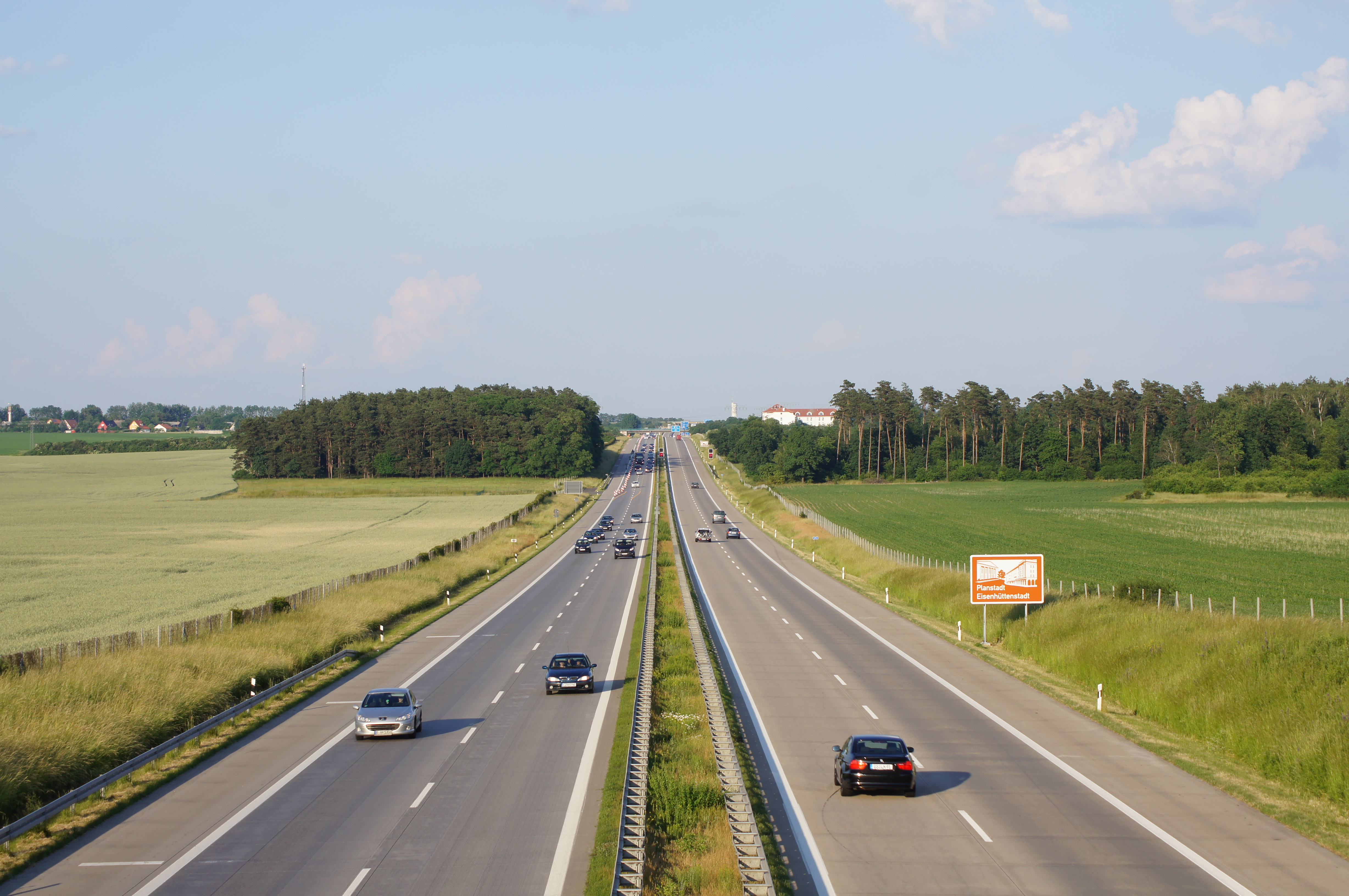
フランクフルト付近
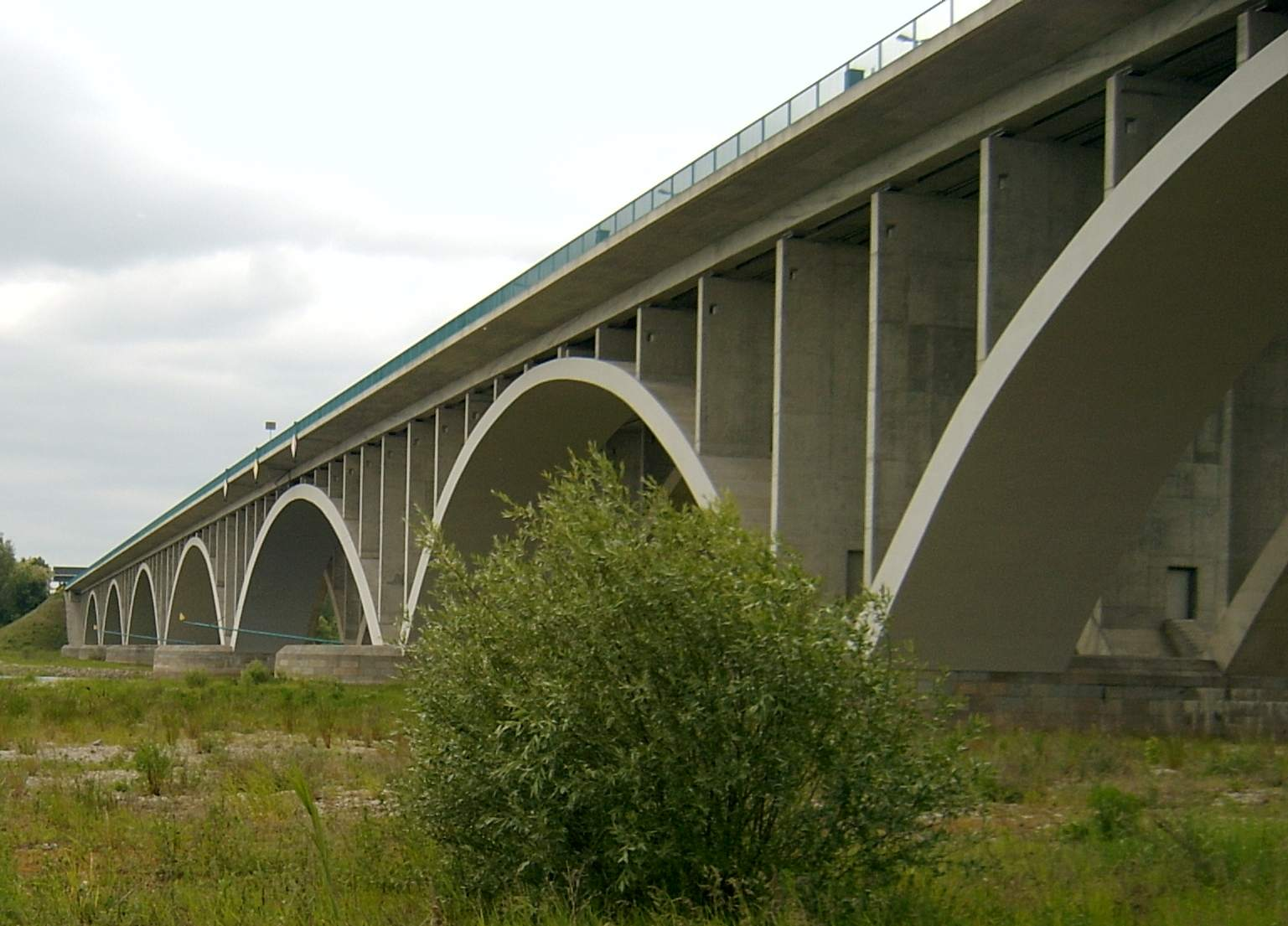
オーダー川を横断するA12 (D) / A2 (PL) の橋

## 行程
- 計画段階の新規インターチェンジおよびジャンクション、またはかつて存在していたが、2018年現在閉鎖されているインターチェンジは含まれていない。
- 接続路線名の特記がないものは州道または郡道。

| アウトバーン 12の行程一覧表 | アウトバーン 12の行程一覧表 | アウトバーン 12の行程一覧表                                                              | アウトバーン 12の行程一覧表    | アウトバーン 12の行程一覧表 |
| IC 番号                     | 施設名                      | 施設名                                                                                   | 接続路線名                     | 州                          |
| --------------------------- | --------------------------- | ---------------------------------------------------------------------------------------- | ------------------------------ | --------------------------- |
| 1                           | ジャンクション              | シュプレーアウ分岐点 Dreieck Spreeau                                                     | アウトバーン 10                | ブランデンブルク州          |
| 2                           | インターチェンジ            | フリーダースドルフ Friedersdorf                                                          | --                             | ブランデンブルク州          |
| 3                           | インターチェンジ            | シュトルコー Storkow                                                                     | --                             | ブランデンブルク州          |
| 4                           | インターチェンジ            | フュルステンヴァルデ＝西 Fürstenwalde-West                                               | --                             | ブランデンブルク州          |
| 5                           | インターチェンジ            | フュルステンヴァルデ＝東 Fürstenwalde-Ost                                                | 連邦道路168号線                | ブランデンブルク州          |
| 6                           | インターチェンジ            | ブリーゼン Briesen                                                                       | --                             | ブランデンブルク州          |
| 7                           | インターチェンジ            | ミュルローゼ Müllrose                                                                    | --                             | ブランデンブルク州          |
| 8                           | インターチェンジ            | フランクフルト（オーダー）＝西 Frankfurt (Oder)-West                                     | 連邦道路112n号線               | ブランデンブルク州          |
| 9                           | インターチェンジ            | フランクフルト（オーダー）＝中央 Frankfurt (Oder)-Mitte                                  | 連邦道路87号線 連邦道路112号線 | ブランデンブルク州          |
| 10                          | 欧州連合内国境              | フランクフルト（オーダー）/シヴィエツコ国境通過点 Grenzübergang Frankfurt (Oder)/Świecko | ポズナン、ワルシャワ方面       | ブランデンブルク州          |